# Vito Baccarini
Vito Baccarini (23 gennaio 1890 – Milano, 18 agosto 1950) è stato un cestista e dirigente sportivo italiano.

## Biografia
Per tutta la sua vita sportiva rimase legato ai colori nerazzurri del F.C. Internazionale sia in veste di atleta cestista che dirigente in tempi buoni e cattivi. È stato anche ufficiale dell'Esercito Italiano (Tenente Colonnello) e commendatore del Regno d'Italia.

### Cestista
Giocò per il F.C. Internazionale e vinse il titolo italiano della stagione 1923.

### Dirigente sportivo
Fu dirigente del club nerazzurro prima e dopo la fusione con l'U.S. Milanese, avvenuta nell'agosto 1928.
Nel difficile frangente della dipartita del Presidente Ernesto Torrusio, su incarico dell'Ente Sportivo di Propaganda Fascista (E.S.P.F.) di Milano, accettò l'incarico di Commissario Straordinario della Società Sportiva Ambrosiana nel marzo 1929, portando a termine il campionato di Divisione Nazionale 1928-1929. In seguito, al suo posto, fu nominato dal Direttorio Divisioni Superiori il commissario Aldo Molinari in veste di liquidatore fallimentare e dirigente delegato a portare a termine le normali operazioni e incombenze relative alla chiusura della contabilità per quella stagione sportiva.

## Palmarès
- Campionato italiano: 1

Internazionale Milano: 1923